# Porto di Santo Domingo
Il porto di Santo Domingo è un porto polifunzionale, l'unico della Repubblica Dominicana adibito al trasporto passeggeri. Si trova alla foce del fiume Ozama nella città di Santo Domingo, a 16 km dal porto di Rio Haina, ed è il principale porto del Mar dei Caraibi e delle Antille.
Il porto di Santo Domingo è oggetto di un restauro completo nell'ambito di un progetto di riqualificazione volto ad integrare l'area portuale con la città coloniale di Santo Domingo, al fine di renderlo un importante scalo per le navi da crociera e gli yacht, potenziando così il turismo di alto livello. Il progetto, approvato da una normativa approvata nel 2005, è in fase di sviluppo da parte di un consorzio privato e prevede la realizzazione di nuove infrastrutture, tra cui la riattivazione dei due attuali terminal, le principali opere di dragaggio del canale di accesso e dell'area di manovra e un complesso immobiliare di 122 acri (0,49 km²).

## Infrastrutture

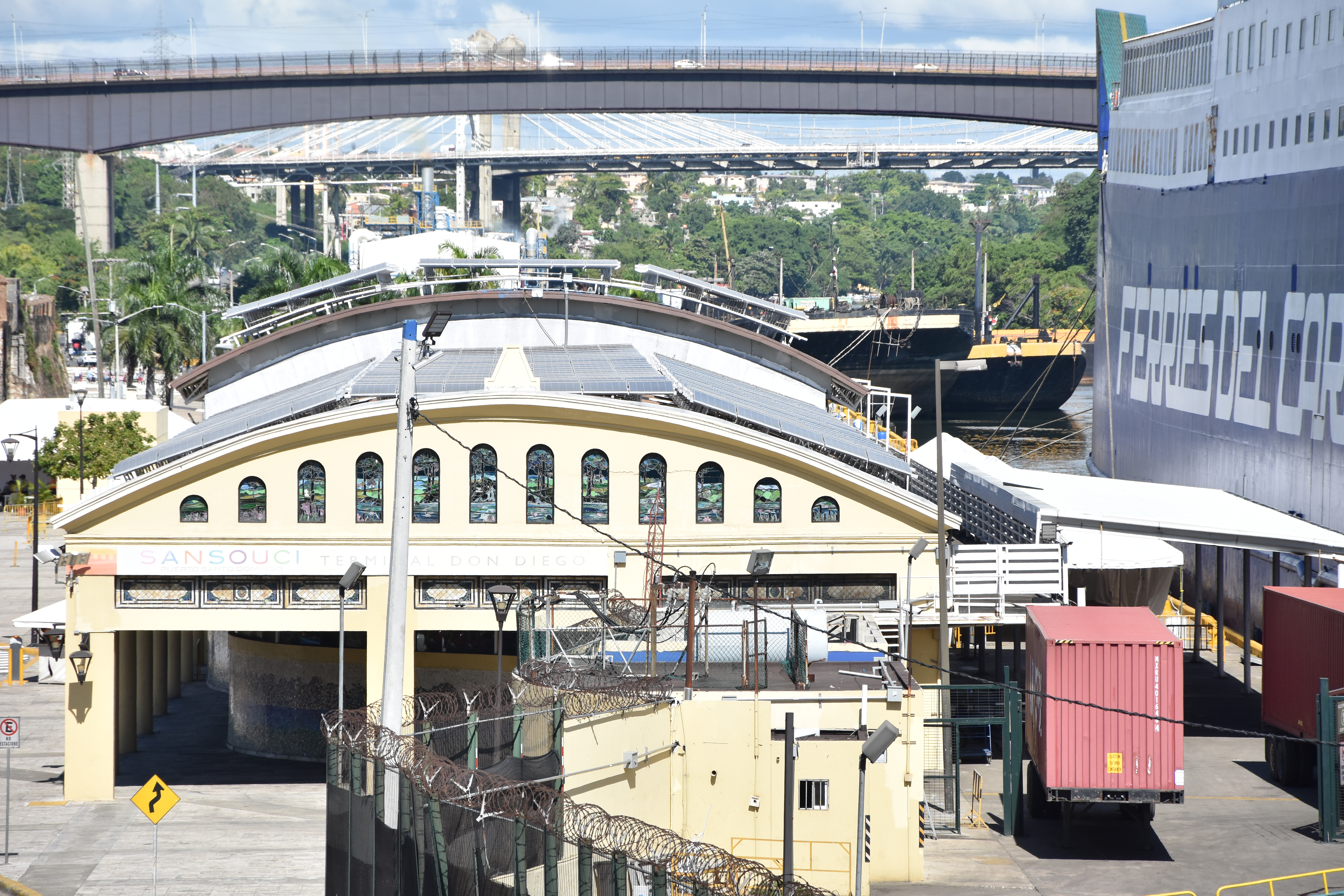
Terminal Don Diego

Il porto dispone di tre terminal utilizzati per l'importazione ed esportazione di merci generiche, razionate, merci generiche sfuse, in container, carburanti, liquidi e solidi, nonché per l'attracco di navi turistiche.
Vi sono due terminal croceristici, Don Diego e Sans Souci (quest'ultimo è anche il centro congressi del porto di Santo Domingo, il più grande della Repubblicana Dominicana).